# Liatongus rhinoceros
Liatongus rhinoceros är en skalbaggsart som beskrevs av Gilbert John Arrow 1931. Liatongus rhinoceros ingår i släktet Liatongus och familjen bladhorningar. Inga underarter finns listade i Catalogue of Life.